# Univerzitet u Buenos Ajresu
Univerzitet u Buenos Ajresu (šp. Universidad de Buenos Aires, UBA) je javni istraživački univerzitet u Buenos Ajresu, Argentina. Osnovan je 1821. godine. On je glavna institucija visokog obrazovanja u zemlji i jedan od najprestižnijih univerziteta u regionu. Na ovom univerzitetu je obrazovano 17 argentinskih predsednika, četiri od pet dobitnika Nobelove nagrade u zemlji, i odgovoran je za oko 40% istraživačkog doprinosa zemlje. QS rangiranje svetskih univerziteta trenutno svrstava UBA na 66. mesto u svetu.
Akademska snaga univerziteta i regionalno vođstvo čine ga privlačnim za mnoge međunarodne studente, posebno na postdiplomskom nivou. Nešto više od 4 posto dodiplomaca su stranci, dok 15 posto postdiplomaca dolazi iz inostranstva. Fakultet ekonomskih nauka ima najveću stopu međunarodnih postdiplomaca sa 30 procenata, u skladu sa njegovom reputacijom „vrhunske poslovne škole sa značajnim međunarodnim uticajem”.
Univerzitet u Buenos Ajresu upisuje više od 328.000 studenata i organizovan je u 13 nezavisnih fakulteta. On administrira 6 bolnica, 16 muzeja, 13 naučnih instituta, 6 interdisciplinarnih komisija, 5 srednjih škola, kulturni centar Rikardo Rohas, bioskop Kosmos, Univerzitetski simfonijski orkestar u Buenos Ajresu, i Eudeba (Editorial Universitaria de Buenos Aires), najveća univerzitetsku izdavačku kuću u zemlji.
Dodiplomski programi na Univerzitetu u Buenos Ajresu su besplatni za sve, bez obzira na nacionalnost. Školarine sa postdiplomskih programa pomažu u finansiranju društvene misije UBA-e da obezbedi besplatno univerzitetsko obrazovanje za sve.

## Uobičajeni osnovni ciklus
Ulaz na bilo koji od dostupnih programa studija na univerzitetu otvoren je za sve koji imaju srednju stručnu spremu; u većini slučajeva učenici koji su uspešno završili srednju školu moraju da polože prvu godinu pod nazivom CBC, što je skraćenica od zajednički osnovni ciklus (Ciclo Básico Común). Ovaj program je dizajniran da obezbedi standardizovanu akademsku pozadinu za sve studente koji žele da pohađaju dodiplomske studije na UBA.
CBC se sastoji od 6 ili 7 predmeta (koji se razlikuju u zavisnosti od izabranog studijskog programa fakulteta), od kojih svaki traje jedan semestar (mart – jul ili avgust – novembar), a često se pohađaju u grupama od 3 ili 4 predmeta po semestru. Stoga je moguće da ciklus traje samo godinu dana, mada se studentima daje tri godine da ga završe. Umesto toga, potencijalni studenti ekonomije prolaze kroz dvogodišnji zajednički ciklus, „CBG” (opšti osnovni ciklus), koji se sastoji od 12 predmeta.
Tek po završetku student može upisati izabrani fakultet; do tada moraju pohađati kurseve u različitim zgradama u zavisnosti od toga gde su dostupni.

## Fakulteti
Fakulteti koji čine univerzitet su:
- Uobičajeni osnovni ciklus[32]
- Psihološki fakultet [33] (psihologija)
- Fakultet tehničkih nauka [34] (inženjering)
- Stomatološki fakultet [35] (stomatologija)
- Farmaceutsko-biohemijski fakultet [36] (farmacija i biohemija)
- Filozofski fakultet [37] (filozofija i književnost)
- Pravni fakultet [38] (pravo)
- Medicinski fakultet [39] (medicina)
- Fakultet društvenih nauka [40] (društvene nauke)
- Veterinarski fakultet [41] (veterina)
- Agronomski fakultet [42] (agronomija)
- Ekonomski fakultet [43] (ekonomija)
- Fakultet egzaktnih i prirodnih nauka (egzaktne i prirodne nauke)
- Fakultet arhitekture, dizajna i urbanizma [44] (arhitektura, dizajn i urbanizam)

Među njima su samo zgrade poslednja dva smeštene u centralizovanom univerzitetskom gradu (Ciudad Universitaria), građevinskom kompleksu u Nunjezu, u severnom Buenos Ajresu duž obala Rio de la Plata. Ostali fakulteti su rasuti po gradu i širem području Buenos Ajresa u zgradama i kompleksima različitih veličina.
Fakultet ekonomskih nauka je najveći od univerzitetskih koledža UBA-e, sa preko 36.000 studenata. Poslednjih godina Medicinski fakultet je privukao najviše novih studenata, sa 17.004 novoupisanih u 2018. godini u poređenju sa 7.584 novih studenata koje je iste godine imao Fakultet ekonomskih nauka.
Pored ovih 13 fakulteta i CBC obuke, UBA administrira i 5 srednjih škola: Nacionalni koledž u Buenos Ajresu, Viša trgovačka škola Karlos Pelegrini, Slobodni institut za srednje obrazovanje, Škola za stručno tehničko obrazovanje u poljoprivrednoj i prehrambenoj proizvodnji, i Škola tehničkog obrazovanja Vila Lugano.

## Literatura
- Itatí Palermo, Alicia (2006). „El acceso de las mujeres a la educación universitaria” [Women's Access to University Education]. Revista argentina de sociología (на језику: Spanish). 4 (7). ISSN 1669-3248. Архивирано из оригинала 2019-12-14. г. Приступљено 2020-05-19 — преко SciELO.
- Times, Judith Weinraub Special to The New York (13. 6. 1972). „She Says It's the Men Who Are Enslaved (Published 1972)” — преко NYTimes.com.
- „Alejandro Pedro Bulgheroni”. BusinessWeek. Приступљено 9. 1. 2015.

## Spoljašnje veze
34° 35′ 59″ S 58° 22′ 23″ W / 34.59972° Ј; 58.37306° З